# Саяны (напиток)
«Сая́ны» — безалкогольный сильногазированный тонизирующий напиток зеленовато-золотистого цвета, популярный в СССР.
Помимо обычной лимонадной основы (лимонный сок, сахар и газированная вода) напиток содержал экстракт левзеи, что и придавало ему оригинальный вкус и тонизирующий эффект.
Тонизирующий напиток «Саяны» был разработан в конце 1950-х годов при участии специалистов Всесоюзного научно-исследовательского института пивоваренной, безалкогольной и винодельческой промышленности; группе авторов в 1960 году было выдано авторское свидетельство № 132479 на левзейно-лимонный напиток «Саяны».
После распада СССР торговая марка «Саяны» являлась предметом ряда патентных споров, в настоящее время аналоги этого напитка выпускаются небольшими партиями на ряде отечественных предприятий по производству безалкогольных напитков, в том числе концерном ОСТ из Черноголовки.